# Siete ciudades de oro (película)
Seven Cities of Gold es una película de aventuras de 1955 dirigida por Robert D. Webb y protagonizada por Richard Egan, Anthony Quinn y Michael Rennie, filmada en DeLuxe Color y CinemaScope. Cuenta la historia del sacerdote franciscano Junípero Serra y la fundación de las primeras misiones en lo que hoy es California. El guion está basado en la novela de 1951 Los nueve días del padre Serra, de Isabelle Gibson Ziegler. El lema de la película era: «Esta es la historia de la creación... y la forja... de California... cuando los hombres eligieron el oro o Dios... la espada o la cruz».

## Resumen de la trama
En 1769, la expedición del capitán Gaspar de Portolá (Anthony Quinn) llega a California para encontrar las legendarias ciudades de oro. Su consejero religioso, el  padre Junípero Serra (Michael Rennie), desea establecer buenas relaciones con los nativos locales y construir una serie de misiones, comenzando por la bahía de San Diego. 

## Reparto
- Richard Egan como el teniente José Mendoza
- Anthony Quinn como el capitán Gaspar de Portolá
- Michael Rennie como el padre Junípero Serra
- Jeffrey Hunter como Matuwir
- Rita Moreno como Ula
- Eduardo Noriega como sargento
- Leslie Bradley como Gálvez
- John Doucette como Juan Coronel
- Julio Villarreal como Piloto Vila
- Jack Mower como sacerdote (sin acreditar)

## Producción
La película se basó en el libro The Nine Days of Father Serra, que fue publicada en 1951. The New York Times la calificó como una "novela breve, tierna e impresionante". Los derechos cinematográficos fueron comprados por 20th Century Fox, que en junio de 1952, anunció que Charles Brackett produciría el filme, mientras que John C. Higgins escribiría el guion.
En abril de 1953, Fox anunció que la película se haría en CinemaScope y que Richard Breen estaba trabajando en el guion.
En octubre de 1954, se informó que Joseph Petracca estaba escribiendo el guion y que la película estaría protagonizada por James Mason .
En enero de 1955, la película se tituló Seven Cities of Gold . Brackett estaba fuera como productor, habiendo sido reemplazado por el tándem Barbara McLean —normalmente editora— y Robert D. Webb, quien dirigiría el filme. Los protagonistas serían Richard Egan, Michael Rennie, Rita Moreno y Cameron Mitchell . Jeffrey Hunter fue elegido como nativo americano sobre la base de su éxito como nativo americano en White Feather, que acababa de hacer para Webb. Mitchell finalmente fue reemplazado por Anthony Quinn.
El rodaje comenzó el 15 de marzo de 1955 e incluyó tomas en exteriores en mejicanos. Terminó el 20 de junio.

## Estreno
La película fue presentada en San Diego.